# Янги-Турмуш
Янги-Турмуш (баш. Яңы Тормош) — деревня в Давлекановском районе Республики Башкортостан Российской Федерации. Входит в состав Алгинского сельсовета. 

## География

### Географическое положение
Находится у юго-западного берега озера Асликуль, недалеко от выхода на поверхность и впадения в озеро минерального источника Алга.
Расстояние до:
- районного центра (Давлеканово): 38 км,
- центра сельсовета (Алга): 4 км,
- ближайшей ж/д станции (Давлеканово): 38 км.

## Население
| 2002 | 2009 | 2010 |
| ---- | ---- | ---- |
| 8    | ↗11  | ↘9   |

### Национальный состав
Согласно переписи 2002 года, преобладающая национальность — башкиры (87 %).